# Typhlodaphne filostriata
Typhlodaphne filostriata é uma espécie de gastrópode do gênero Typhlodaphne, pertencente a família Borsoniidae.